# Flodfart
Flodfart betegner skibsfart på floder (og kanaler). Forudsætningen for denne er, at floden har en bredde og dybde, der gør denne sejlads mulig. Ofte vil der imidlertid være steder, hvor bevoksning, bundforhold med mere vanskeliggør sejladsen. En vis udvidelse og udretning af floden kan derfor komme på tale. Flodfart er ofte forbundet med kanalfart, idet man for at forbinde to sejlbare floder kan anlægge en forbindende kanal.

## Historie
Sejlads på floder og kanaler udøvedes allerede af de ældste kulturfolk, langt inden kystfarten og sejladsen på det åbne hav udvikledes ved Den Persiske Bugts og Middelhavets kyster. Nilen kan anses som flodfartens vugge. Ifølge Herodot var de ældste nilbåde (græsk: baris) lavede af akacia-planker, fæstede til lange stænger og tætnede med papyrus. De var således ret enkle. Men skønt egypterne ikke var et søfarende folk, lærte de sig med tiden at bygge udmærkede flodbåde både med henseende til størrelse, form og rigning. Lige så gammel som den egyptiske var flodfarten på Eufrat og Tigris, men af noget senere oprindelse var farten på Indus og på Kinas store floder. Lige som egypterne lærte kaldéerne sig snart at grave kanaler og foretage strømreguleringer for at af afværge faren for tvillingflodernes pludselige oversvømninger. Bjergboerne ved flodernes øvre løb fragtede deres produkter til Babylon på tømmerflåder eller på både af vidjer, overtrukne med skind og bearbejdede med jordbeg. Sådanne fartøjer var endnu i brug på disse floder i 1800-tallet. Hinduernes fartøjer var ligeledes af en ganske enkel konstruktion: de udgjordes oftest af kanoer, lavede af grove bambusrør. Af to indbyrdes sammensurrede kanoer dannedes undertiden en slags katamaran i lighed med dem, som har været anvendt af indbyggerne på Sydhavsøerne. Sandsynligvis har de ældste kinesiske flodfartøjer kun adskilt sig meget lidt fra de flodbåde, som endnu i 1800-tallet under navn af "djunke" og "paro" forekom på Kinas floder og talrige kanaler. Den største af disse kanaler, den så kaldte Kejserkanal, mellem Hangtsjeufu og Peking, som siden midten af 1800-tallet begyndte at forfalde, vidner om den store vægt, som kineserne i ældre tid lagde på de indre vandveje.

### Europa
Efter, at Middelhavets østlige og vestlige lande takket være fønikernes og kartagensernes skibsfart var blevet sat i forbindelse med hinanden, blev Galliens floder, især Rhône, Garonne, Loire og Seine af betydning for handelen, og ad dem formidledes samfærdselen med få afbrydelser fra Middelhavet til Galliens vestlige og nordlige kyster. Først senere forenedes disse floder med kanaler. I løbet af 1100-tallet, med korstogene, begyndte handelen mellem det indre af Europa og Konstantinopel samt de italienske søstæder at finde sig en vej på Donau og Rhinen, hvilken sidst nævnte flod blev et forbindelsesled mellem Nederlandene og en stor del af Tyskland. I løbet af middelalderen blev Nederlandene et bindeled mellem den indiske handel og den nordiske, mellem de italienske republikker og hansestæderne. Da på samme tid den indlandske forædlingsvirksomhed tog fart i Nederlandene, opstod en livlig indre samfærdsel, som, som følge af landets ejendommelige natur, tog form af flodfart. Hollænderne blev de første i Europa, som i stor skala udnyttede deres lands naturlige vandveje og udvidede dem ved kanalarbejder.

### 19. århundrede
I nyere tid fulgtes hollændernes eksempel først af franskmændene, som i 1666 påbegyndte anlæggelsen af Canal du Midi, og senere, under anden halvdel af det 18. århundrede samt i det 19. århundrede, af andre europæiske folk. Under det 19. århundrede oplevede flodfarten en stor udvikling, og et stort antal kanaliseringer, strømrensninger og strømreguleringer til dens fremme fandt sted. Årsagerne hertil var den stærkt voksende oceanhandel og den deraf afledede livlige samfærdsel folkene imellem, den hastigt opblomstrende industri samt forbedrede tekniske hjælpemidler. Fremkomsten af nye trækkræfter først i land, senere bugserbåde og, på Frankrigs og Tysklands vigtigste floder, hvor trafikken var stor og strømmen stærk, tillige af "damphalning" (fransk: touage) med en i floden nedsænket kæde eller ståltrådsline. Denne sidst nævnte anordning indebar en langt større trækkraft. På Oberlandkanalen i Preussen (og Morriskanalen i Pennsylvania) benyttede man sig af "det hældende plan" for at på vogne føre fartøjerne op og ned forbi højder. England gennemførte fra 1700-tallet og frem et stort arbejde for at ordne og forbedre sine indre vandveje. Clydeflodens kanalisering og udvidelse, hvorved Glasgow blev en af landets mest betydningsfulde handels- og industribyer, samt byggeriet af Caledoniakanalen (1803–1822), som satte Nordsøen i forbindelse med Atlanterhavet, må her nævnes.
Hollands vidt forgrenede kanalsystem blev i det 19. århundrede fuldkommengjort ved to storslåede anlæg, den nordhollandske kanal mellem Amsterdam og Nieuwediep (færdiggjort i 1826) samt den nederlandske nordsøkanal, ad hvilken fra 1873 de største skibe kunne passere fra Nordsøen til Amsterdam. Frankrigs mange sejlbare floder blev ligeledes forenede med en række kanaler, og indre vandforbindelser blev oprettet mellem Atlanterhavet og Middelhavet samt Kanalen (allerede i 1842 passerede tre dampskibe fra Le Havre til Middelhavet ad floderne Seine, Saône og Rhône samt mellemliggende kanaler). I Tyskland var flodfarten længe ubetydelig. Genom kongressen i Rastadt i 1798, og freden i Lunéville i 1801 frigjordes flodfarten på Rhinen. På Donau kom en livlig flodfart først i gang efter Krimkrigen (1853–1856) efter, at Sulina-mundingen på international bekostning var blevet kanaliseret, og også flodfarten på Tysklands andre floder regner deres egentlige opblomstring fra omkring midten af århundredet. Blandt tyske kanaler må nævnes Schwarzenbergske kanal, som fører Böhmens tømmerflådninger til Donau, Ludvigskanalen (bygget 1834–1846), hvilken forener Donau med Main, det vil sige Sortehavet med Nordsøen, samt frem for alt den vigtige Oberlandskanalen i Østpreussen (anlagt 1844–1861). I 1869 oprettedes en centralforening i Berlin for flodfartens højning i Tyskland.

### Sverige
Sverige er rigt på store vandløb, men flodfarten blev dog ikke meget udviklet, da mange elve er fyldte af vandfald således, at de overvejende kun kunne anvendes til flådning af det fra skovene kommende tømmer, andre er kun delvist sejlbare for større eller mindre skibe. Landets vigtigste vandveje blev gennem kanaler forbundne til sammenhængende sejlforbindelser. De mest storartede kanalanlæg anlagdes i slutningen af det 18. århundrede eller det 19. århundrede så som Trollhätte kanal (bygget 1793–1800 og ombygget 1838–1844), Göta kanal (anlagt 1810–1832) samt Kinda kanal og Dalslands kanal.

### Rusland
I Rusland blev de store floder i landets sydlige dele til dels udnyttet til flodsejlads, hvorimod floderne i de nordlige dele var mindre brugelige som følge af isdække store dele af året. Amurfloden udgjorde en sejlrute for handelen og samfærdslen med Stillehavet.

### Afrika
Koloniseringen af det indre Afrika skete i ikke ringe udstrækning beroende på om flodfart var mulig på denne verdensdels vigtigste floder: Kongo, Niger med flere.

### Sydamerika
Først i begyndelsen af det 19. århundrede begyndte Amazonfloden at blive benyttet til en organiseret flodfart, og efter dennes indførsel bevirkede denne jordens største flodområde, at Sydamerikas indre med dets store rigdomme blev tilgængeligt for verdenshandelen.

### Nordamerika
I USA begyndte man forholdsvis tidligt at udnytte landets naturlige vandveje og at forene dem indbyrdes og med havet. Lige siden frihedskrigens dage (1775–1783) var flodfarten voksende, og samtidigt blev storartede kanaliseringsarbejder foretaget, således: Erie-kanalen (bygget 1817–1825), som sammenbinder Hudsonfloden med Erie og således muliggør sejlads til denne sø fra Atlanterhavet, Ohio-Erie-kanalen, som forener Ohiofloden med de store søer, samt Illinois-Michigan-kanalen, som går fra Chicago ved Michigan til Mississippis biflod Illinois.